# Авраам Кук
Авраа́м Іцха́к Коен Кук (івр. אברהם יצחק הכהן קוק, нар.7 вересня 1865, Грива, Даугавпілс, Латвія — пом.1 вересня 1935, Єрусалим) — рабин, кабаліст та суспільний діяч початку XX ст. Творець філософської концепції релігійного сіонізму, що вбачає в утворенні держави Ізраїль початок месіанського визволення.
Займав посади рабина Яффи (1904—1914), рабина Єрусалима (1920—1921) та першого головного ашкеназського рабина підмандантної Палестини (1921—1935).
Похований на єврейському кладовищі Оливкової гори.

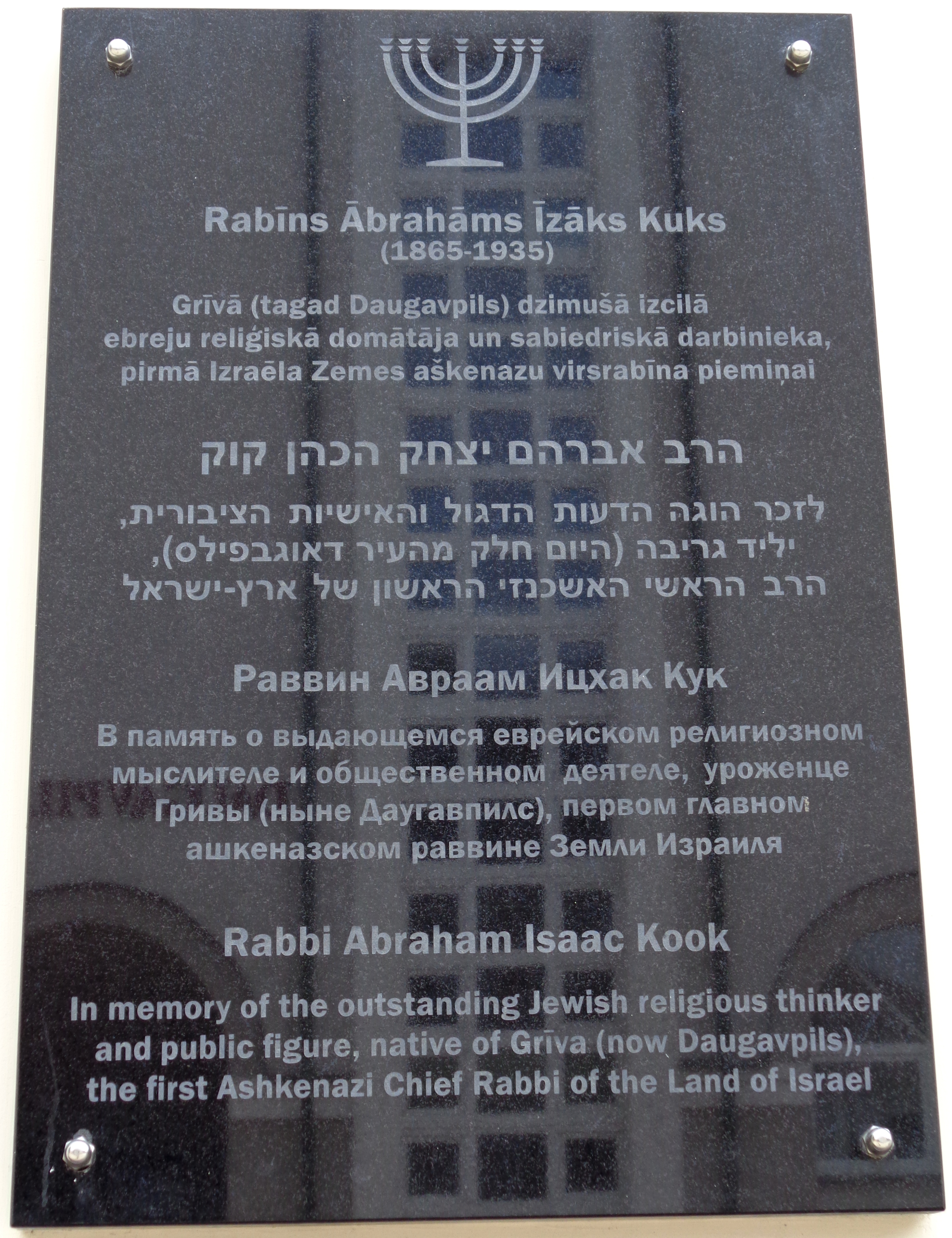
Меморіальна дошка в Даугавпілсі, Латвія